# 雷特拉特
雷特拉特是德国莱茵兰-普法尔茨州的一个市镇。总面积5.50平方公里，总人口344人，其中男性170人，女性174人（2011年12月31日），人口密度63人/平方公里。